# Beersel
Beersel és un municipi belga de la província de Brabant Flamenc a la regió de Flandes. Està compost per les seccions de Alsemberg, Tourneppe, Huizingen i Lot.

## Evolució demogràfica

### s. XIX
| Any      | 1806 | 1816 | 1830 | 1846 | 1856 | 1866 | 1876 | 1880 | 1890 |
| -------- | ---- | ---- | ---- | ---- | ---- | ---- | ---- | ---- | ---- |
| Població | 688  | 665  | 1055 | 1316 | 1280 | 1379 | 1542 | 1572 | 1824 |
|          |      |      |      |      |      |      |      |      |      |

### s. XX (fins a 1976)
| Any      | 1900 | 1910 | 1920 | 1930 | 1947 | 1961 | 1970 | 1976 |  |
| -------- | ---- | ---- | ---- | ---- | ---- | ---- | ---- | ---- |  |
| Població | 2035 | 2222 | 2199 | 2504 | 2637 | 3413 | 4290 | 4636 |  |
|          |      |      |      |      |      |      |      |      |  |

### De 1976 fins ara
| Any       | 1977   | 1980   | 1985   | 1990   | 1995   | 2000   | 2005   |
| --------- | ------ | ------ | ------ | ------ | ------ | ------ | ------ |
| Població  | 20.412 | 20.611 | 21.149 | 21.995 | 22.715 | 22.880 | 23.337 |
| Font: NIS |        |        |        |        |        |        |        |

## Seccions

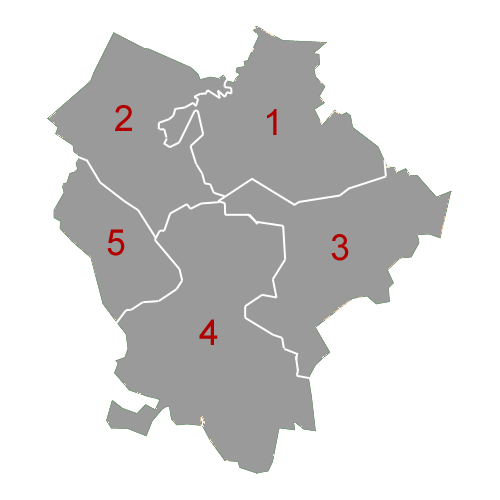
Municipi de Beersel

| # | Secció    | Superfície (km²) | Població (2002) |
| - | --------- | ---------------- | --------------- |
| 1 | Beersel   | 6,3              | 5.444           |
| 2 | Lot       | 5,1              | 4.303           |
| 3 | Alsemberg | 6,2              | 5.377           |
| 4 | Tourneppe | 9,6              | 5.319           |
| 5 | Huizingen | 2,8              | 2.988           |

## Galeria d'imatges

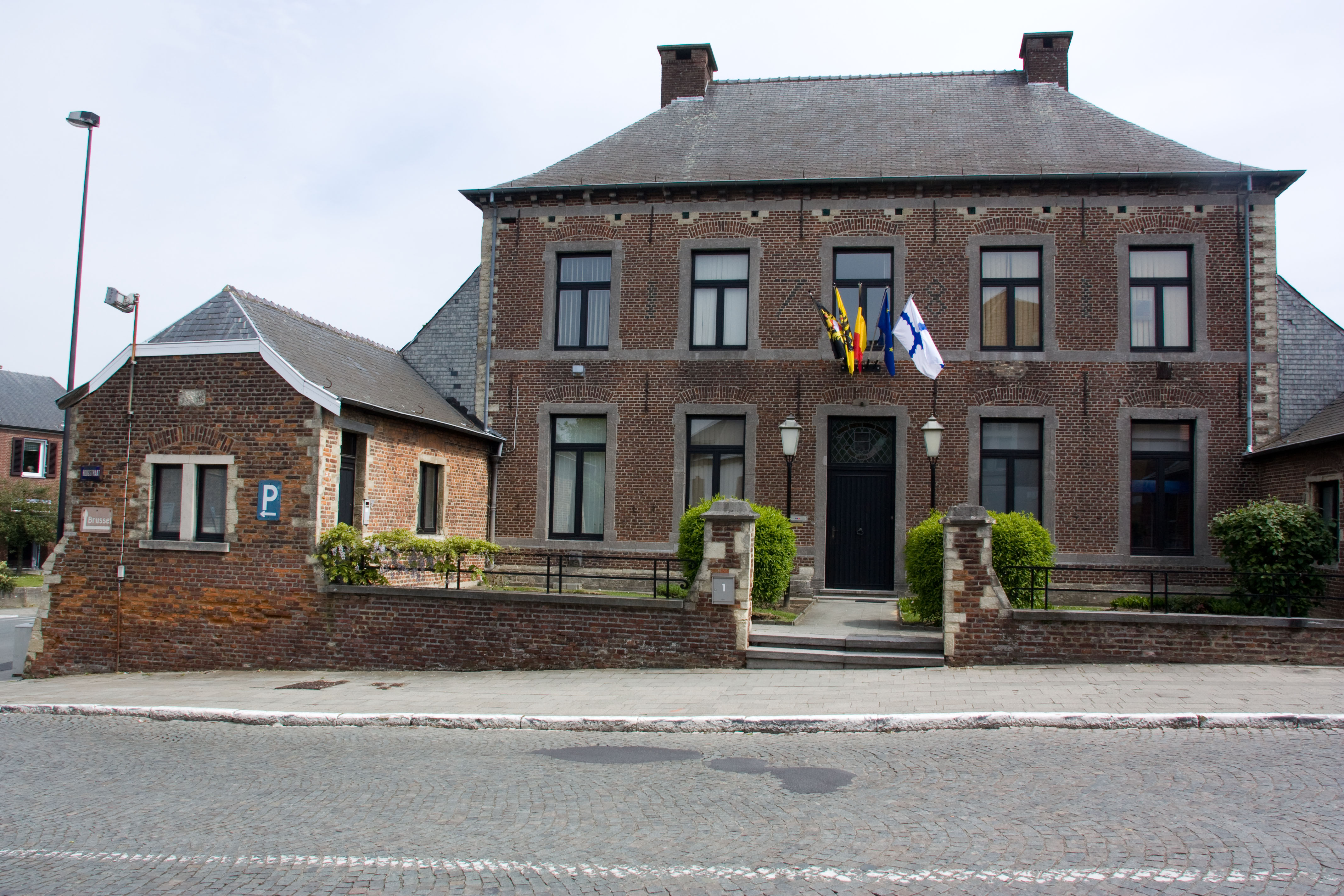
L'hôtel de ville de Beersel
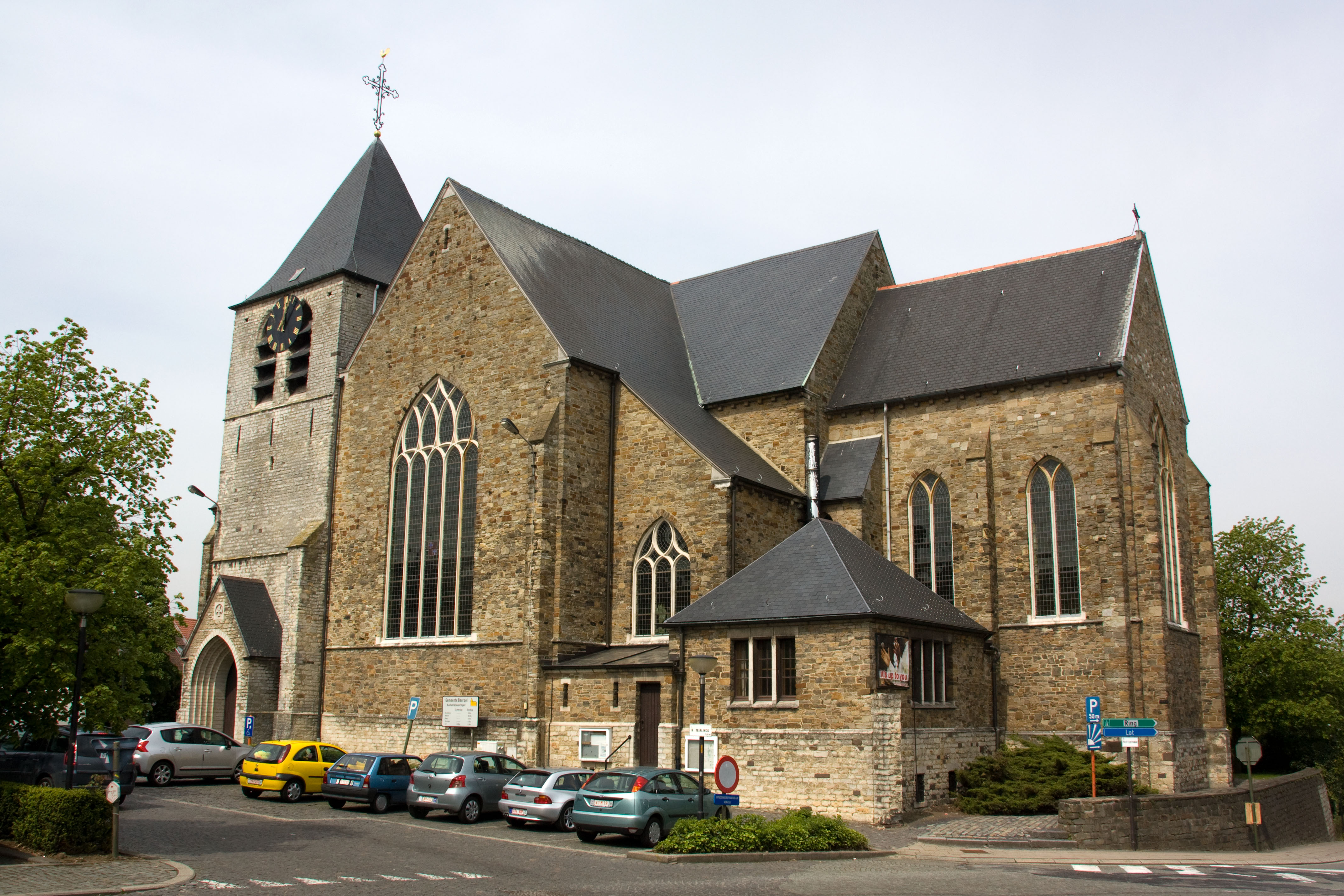
Església de Beersel
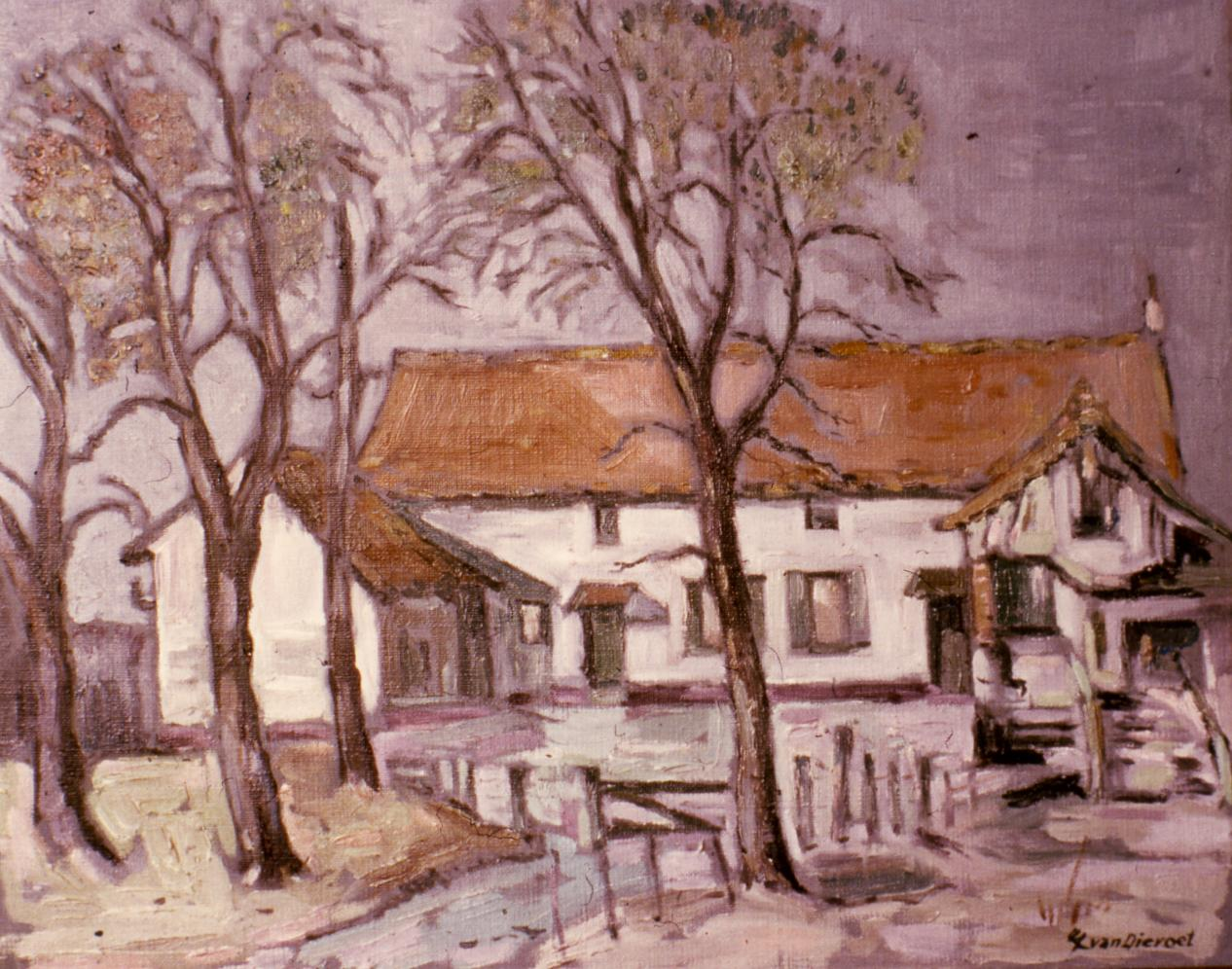
Granja a Beersel, oli sobre tela de Léon van Dievoet, 1979